# Hysteriaceae
Die Hysteriaceae sind die einzige Familie der Ordnung der Hysteriales innerhalb der Abteilung der Schlauchpilze.

## Merkmale
Die Hysteriaceae sind durch ihren speziellen Fruchtkörper, das sogenannte Hysterothecium, gut gekennzeichnet, das allerdings auch bei anderen Gruppen vorkommen kann. Die Hysterothecien bestehen aus einer dichten, ausdauernden kohlenartigen Struktur, die einen deutlich schiffartigen, ellipsoiden bis sehr verlängerten Umriss hat mit einem ausgeprägten Langschlitz quer über die Achse des Fruchtkörpers. Die Hysterothecien sind bei entsprechender Feuchtigkeit teilweise offen und lassen eine linsen- bis scheibenförmige Fruchtschicht erkennen. Bei niedriger relativer Luftfeuchtigkeit sind sie fest verschlossen. Sie sind im Gewebe, entweder eingesunken, hervorbrechend oder gänzlich an der Oberfläche ausgebildet und treten einzeln oder gesellig auf. Sie sind manchmal verzweigt oder dreistrahlig (y-förmig) oder entstehen auf einem Subiculum, einem basalen Hyphengeflecht. Bei einem Senkrechtschnitt sind die Hysterothecien kugelig bis verkehrt eiförmig, typischerweise mit einem dicken dreischichtigen Peridium, das aus kleinen pseudoparenchymatischen Zellen besteht. Die äußere Schicht ist stark mit einem Pigment überzogen und an der Oberfläche längs gestreift, die mittlere Schicht ist deutlich heller pigmentiert, die innere Schicht ist deutlich dünnwandig, blass und zusammengedrückt. Das Hamathecium, das Gewebe zwischen den Schläuchen, besteht aus ausdauernden Pseudoparaphysen, also sterilen Hyphenenden zwischen den Schläuchen, die oft aus einer Gelmatrix entspringen. Sie haben oft dunklere Spitzen oder sind auch verzweigt und bilden dann ein sogenanntes Epithecium. Bitunicate Schläuche entstehen an einer basalen Schicht und sind bei Reife normalerweise keulig bis zylindrisch. Sie besitzen acht Sporen, die in sich überlappenden Zweierreihen (biseriat) angeordnet sind. Sie sind durchscheinend bis dunkelbraun, umgekehrt eiförmig, keulig, ellipsoid oder spindelförmig. Bezüglich ihrer Septierung sind sie sehr vielfältig und zeigen oft eine bipolare Asymmetrie.

## Lebensweise und Verbreitung
Die Hysteriaceae sind meistens saprob auf Holz oder Borke. Manche Arten leben mit Algen als Flechten. Sie sind weit verbreitet, besonders in gemäßigten Gebieten.

## Systematik und Taxonomie
Die Familie der Hysteriaceae wurde 1826 vom französischen Botaniker und Mediziner François Fulgis Chevallier beschrieben, die Ordnung 1896 vom deutschen Mykologen Gustav Lindau.
Lange gehörten auch die Gattungen Glonium und die Gattung Cenococcum mit der einzigen, weit verbreiteten Art Cenococcum geophilum zur Familie, beide werden aber inzwischen, durch phylogenetische Daten gestützt, in eine eigene Familie (Gloniaceae) innerhalb der Ordnung der Gloniales gestellt. Die Gattung Rhytidhysteron hingegen wurde lange zur Familie Patellariaceae gestellt, da ihre schüsselförmigen Fruchtkörper eine Ausnahme innerhalb der Hysteriaceae darstellen. Phylogenetische Analysen zeigten aber ihre Position innerhalb der Hysteriaceae.
Zurzeit (Stand Mai 2018) gehören folgende 14 Gattungen zur Familie:
- Actidiographium
- Gloniella
- Gloniopsis
- Hysterium
- Hysterobrevium
- Hysterocarina
- Hysterodifractum
- Hysteroglonium
- Oedohysterium
- Ostreichnion
- Pseudoscypha
- Psiloglonium
- Rhytidhysteron

Die 2018 noch zu den Hysteriaceae gestellte Gattung Coniosporium  bildet seit 2020 die eigene Ordnung Coniosporiales.